# آرین مؤید
آرین موید (زادهٔ ۱۵ آوریل ۱۹۸۰) یک هنرپیشه و تهیه کننده تئاتر آمریکایی ایرانی تباراست. موید برای بازی در تئاتر ببر بنگال در باغ وحش بغداد نامزد دریافت جایزه بهترین بازیگر مرد جایزه تونی ۲۰۱۱ شد.

## زندگی
آرین موید در ایران متولد شد. ۵ ساله بود که به همراه خانواده‌اش آمریکا مهاجرت کردند و در حومه شیکاگو ساکن شدند. او در سال ۲۰۰۲ مدرک کارشناسی خود را از دانشگاه ایندیانا دریافت کرد. در دوران تحصیل فرصت یافت که در نمایشنامه‌هایی از چخوف و شکسپیر حضور پیدا کند. در سال ۲۰۰۰ موید که علاقه‌مند به دانستن دربارهٔ ایران و هویتش بود، به ایران بازگشت ولی در ایران همه وی را یک شهروند آمریکایی می‌دانستند. در سال ۲۰۰۳ و پس از نقل مکان کردن به نیویورک، موید به همراه یکی از دوستانش یک کمپانی چندرسانه‌ای تئاتر به نام واترول تأسیس کردند و تهیه‌کنندگی چندین تئاتر را برعهده گرفتند، مضاف بر این‌که موید، در مقام کارگردان هنری نیز آثاری را کارگردانی کرد.
موید در سال ۱۹۹۸ از دبیرستان گلنبروک جنوبی دانش‌آموخته شد. سپس در سال ۲۰۰۲ از دانشگاه ایندیانا مدرک لیسانس گرفت. در دوران کالج، او در نمایشنامه‌هایی از ساموئل بکت، کارلو گلدونی و ویلیام شکسپیر ظاهر شد.

## فیلم‌شناسی

### سینما
- ترتیب‌داده‌شده (۲۰۰۷)
- رفتار درخور (۲۰۱۴)
- گلاب (۲۰۱۴)
- قصبه را بلرزان (۲۰۱۵)
- مرد عنکبوتی: راهی به خانه نیست (۲۰۲۱)
- تو به احساسات من صدمه زدی (۲۰۲۳)
- کیفر (۲۰۲۳)
- چشمه جوانی (۲۰۲۵)

### تلویزیون
- آخر شب با کونان اوبراین
- نظم و قانون: قصد جنایی
- نظم و قانون
- یقه سفید
- پیروی
- باور
- فهرست سیاه (فصل دوم قسمت ۱۱)
- ابتدایی
- آقای مرسدس
- خانم وزیر
- وراثت
- جعل آنا
- خانم مارول